# Македонска мисъл
„Македонска мисъл. Месечно списание орган на Македонския научен институт“ е списание, издание на Македонския научен институт, списвано на български език и македонска литературна норма.
На 10 юли 1945 година дошлото след Деветосептемврийския преврат ново ръководство на МНИ решава да замени списание „Македонски преглед“ с „Македонска мисъл“. За негов редактор е определен Йордан Анастасов с помощници Павел Делирадев и Димитър Томчев, а материали в него публикуват бивши дейци на Македонския литературен кръжок. В първия си брой изданието излиза със специална програма, в която се заявява:
| „ | ...мнозинството от членовете на бившето ръководство на Македонския научен институт, бяха знаменосци на великобългарския шовинизъм и на неговото оръдие - македонския фашизъм. | “ |

Противоборството между про-югославските и про-българските автори продължава на страниците на списанието, като част от тях отричат със статии съществуването на македонска нация.
В 1945/1946 година списанието излиза в тираж 3000 бройки, а през 1946/1947 година в 2000 бройки.